# Come as You Are (2019)
Come as You Are (bra: Venha Como Você É) é um filme estadunidense de 2019, do gênero comédia dramática, dirigido por Richard Wong e estrelado por Grant Rosenmeyer, Hayden Szeto, Ravi Patel e Gabourey Sidibe. Produzido e financiado por Chicago Media Angels e The Blacklist, é um remake do filme belga de 2011 Hasta la vista.

## Elenco
- Grant Rosenmeyer como Scotty
- Hayden Szeto como Matt
- Ravi Patel como Mo
- Gabourey Sidibe como Sam
- Janeane Garofalo como Liz
- C. S. Lee como Roger
- Jennifer Jelsema como Maryanne
- Martha Kuwahara como Jamie
- Daisye Tutor como Becky
- Delaney Feener como Sarah
- Kari Perdue como Jennifer
- Michael Waller como Bobby
- Netta Walker como Claire
- Christian Litke como Drunk Guy
- Marika Engelhardt como Angelique
- Sophie Hoyt como Valerie
- Christine Vrem-Ydstie como Chantal

## Recepção
No site agregador de críticas Rotten Tomatoes, o filme detém um índice de aprovação de 95% com base em 55 críticas, com nota média de 7.3/10 . O consenso dos críticos do site diz: “Come as You Are aborda assuntos delicados com coração e humor, levando o público a uma viagem totalmente divertida para um destino que agrada ao público.” No Metacritic, o filme tem uma pontuação média ponderada de 71 em 100, com base em 12 críticos, indicando “críticas geralmente favoráveis”.
Em agosto de 2021, durante a Palestra MacTaggart do Festival de Televisão de Edimburgo, o roteirista britânico e ativista da deficiência Jack Thorne citou o filme como um exemplo de capacitação nas indústrias de cinema e televisão, destacando a falta de atores com deficiência no elenco.